# 李師白
李師白，清朝政治人物。南鄭人。
李師白為貢生出身。乾隆四十四年（1779年）三月，出任湖南永順府龍山縣知縣。